# سارق السمك
سارق السمك (الاسم العلمي: †Ichthyolestes) هو جنس من الثدييات المنقرضة يتبع فصيلة الحيتان الباكستانية من رتبة مزدوجات الأصابع.